# Козуб Іван Гнатович
Іван Гнатович Козуб (25 травня 1896, Капустинці, Пирятинський повіт, Полтавська губернія — 1985, Київ, УРСР) — (рідно)український, козацький народник (націоналіст) і соціаліст, революціонер, партійний комуніст, чекіст, реабілітований (ще при СРСР) в’язень ГУЛАГу, бойовик і один з організаторів селянського загону самооборони (УПА) на Переяславщині в часи українсько-російської війни 1920х, перший голова Бориспільського райвиконкому, жертва сталінських репресій, автор книги спогадів «Доба і доля». Один з багатьох молодих людей, яким помогли «вийти в люди» украінські меценати на зразок П.П.Бохановського і Є.Х.Чикаленка.

## Життєпис
Народився 25 травня 1896 року у селі Капустинці Пирятинського повіту Полтавської губернії, в родині козака Гната Васильовича Козуба та селянки Марії Федорівна Куліш. 
В ранні роки дитинства був кволим, часто хворів. В віці 10 років від хвороби померла мати, а батька в 1919 за діяльність сина вб'ють денікінці.